# Pet Shop Boys-diszkográfia
Ez egy részletes Pet Shop Boys-diszkográfia, amely tartalmazza a Pet Shop Boyshoz kapcsolódó megjelenéseket időrendi sorrendben, kategóriákra bontva és a főbb eladási listák helyezéseit.

## Albumok

### Stúdióalbumok
| Év   | Album         | UK | U.S. | További információk |
| ---- | ------------- | -- | ---- | --- |
| 1986 | Please        | 3  | 7    | Debütáló nagylemez - RIAA eladási minősítés: platina - BPI eladási minősítés:3x platina                                      |
| 1987 | Actually      | 2  | 25   | - RIAA eladási minősítés: platina - BPI eladási minősítés: 3x platina                                                        |
| 1988 | Introspective | 2  | 34   | - RIAA eladási minősítés: arany - BPI eladási minősítés: 3x platina                                                          |
| 1990 | Behaviour     | 2  | 45   | - RIAA eladási minősítés: arany - BPI eladási minősítés: platina                                                             |
| 1993 | Very          | 1  | 20   | - RIAA eladási minősítés: arany - BPI eladási minősítés: 3x platina                                                          |
| 1996 | Bilingual     | 4  | 39   | - BPI eladási minősítés: arany                                                                                               |
| 1999 | Nightlife     | 7  | 84   | Az USA-ban megjelent limitált kiadásban is b-oldalakat és remixeket tartalmazó bónusz CD-vel. - BPI eladási minősítés: gold  |
| 2002 | Release       | 7  | 73   | Az USA-ban megjelent limitált kiadásban is b-oldalakat és remixeket tartalmazó bónusz CD-vel. - BPI eladási minősítés: ezüst |
| 2006 | Fundamental   | 5  | 150  | Megjelent limitált kiadásban is remixeket tartalmazó bónusz CD-vel (Fundamentalism). - BPI eladási minősítés: ezüst          |
| 2009 | Yes           | 4  | 32   | - BPI eladási minősítés: ezüst                                                                                               |

### Limitált kiadások, EP-k
| Év   | Album                     | UK | U.S. | További információk |
| ---- | ------------------------- | -- | ---- | --- |
| 1989 | In Depth                  | -  | -    | Csak Japánban megjelent limitált kiadású EP, amely a Pet Shop Boys első turnéját volt hivatott promotálni.                                             |
| 1993 | Very Relentless           | -  | -    | A Very nagylemez limitált kiadása, amely tartalmazott egy 6 számos bónusz CD-t is.                                                                     |
| 1997 | Originals                 | -  | -    | Limitált díszdobozos kiadvány amely a Please, Actually, és Behaviour albumok CD kiadásait tartalmazta az eredeti LP borítók kicsinyített másolataiban. |
| 1997 | Bilingual Special Edition | 32 | -    | Limitált példányszámú újrakiadása a Bilingual albumnak bónusz CD-vel.                                                                                  |
| 2000 | Mini                      | -  | -    | Csak japánban megjelent CD EP. |
| 2009 | Story                     | -  | -    | Limitált kiadású válogatásalbum, amely a The Mail On Sunday c. újság mellékleteként lett kiadva.                                                       |
| 2009 | Christmas                 | 40 | -    | 2009 decemberében megjelent karácsonyi CD EP. |

### "Further Listening" megjelenések
| Év   | Album                                     | UK  | U.S. | További információk                                                                                    |
| ---- | ----------------------------------------- | --- | ---- | --- |
| 2001 | Please/Further Listening 1984-1986        | 103 | -    | Újrakiadás bónusz CD-vel ami remixeket, b-oldas számokat és korábban kiadatlan felvételeket tartalmaz. |
| 2001 | Actually/Further Listening 1987-1988      | 99  | -    | Újrakiadás bónusz CD-vel ami remixeket, b-oldas számokat és korábban kiadatlan felvételeket tartalmaz. |
| 2001 | Introspective/Further Listening 1988-1989 | 118 | -    | Újrakiadás bónusz CD-vel ami remixeket, b-oldas számokat és korábban kiadatlan felvételeket tartalmaz. |
| 2001 | Behaviour/Further Listening 1990-1991     | 120 | -    | Újrakiadás bónusz CD-vel ami remixeket, b-oldas számokat és korábban kiadatlan felvételeket tartalmaz. |
| 2001 | Very/Further Listening 1992-1994          | 131 | -    | Újrakiadás bónusz CD-vel ami remixeket, b-oldas számokat és korábban kiadatlan felvételeket tartalmaz. |
| 2001 | Bilingual/Further Listening 1995-1997     | 164 | -    | Újrakiadás bónusz CD-vel ami remixeket, b-oldas számokat és korábban kiadatlan felvételeket tartalmaz. |

### Válogatáslemezek
| Év   | Album                                        | UK | U.S. | További információk                                                                           |
| ---- | -------------------------------------------- | -- | ---- | --------------------------------------------------------------------------------------------- |
| 1991 | Discography: The Complete Singles Collection | 3  | 111  | Best of album, két új dallal - RIAA eladási minősítés: arany - BPI eladási minősítés: platina |
| 1995 | Alternative                                  | 2  | 103  | A b-oldalas számaikat tartalmazó album - BPI eladási minősítés: ezüst                         |
| 1998 | Essential                                    | -  | -    | Csak USA-ban és Japánban megjelent válogatásalbum                                             |
| 2003 | PopArt: The Hits                             | 30 | -    | Aktualizált Best of album, két új dallal - BPI eladási minősítés: arany                       |
| 2009 | Party                                        | -  | -    | Csak Brazíliában megjelent válogatásalbum                                                     |
| 2010 | Ultimate                                     | 27 | -    |                                                                                               |

### "Disco" albumok
| Év   | Album   | UK | U.S. | További információk                                                    |
| ---- | ------- | -- | ---- | ---------------------------------------------------------------------- |
| 1986 | Disco   | 15 | 95   | Remixalbum - BPI eladási minősítés: platina                            |
| 1994 | Disco 2 | 6  | 75   | Folyamatos DJ megamix album - BPI eladási minősítés: ezüst             |
| 2003 | Disco 3 | 36 | 188  | Remix album, új dalokkal                                               |
| 2007 | Disco 4 | 15 | -    | Remix album két saját és hat más előadók számaiból készült remixekkel. |

### Koncertfelvételek
| Év   | Album       | UK | U.S. | További információk |
| ---- | ----------- | -- | ---- | --- |
| 2006 | Concrete    | 61 | -    | Teljes Pet Shop Boys/BBC Concert Orchestra koncertfelvétel a 2006 májusi londoni Mermaid Theatre-beli fellépésükről. Közreműködő vendégzenészek: Frances Barber, Rufus Wainwright, és Robbie Williams. |
| 2010 | Pandemonium | 29 | -    | CD és DVD formátumban megjelent album, amely a londoni O2 Arénában 2009. december 21-én megtartott koncertnek a digitalizált felvétele.                                                                |

### Soundtrack és musical albumok
| Year | Album               | UK  | U.S. | Additional information                                   |
| ---- | ------------------- | --- | ---- | -------------------------------------------------------- |
| 2001 | Closer to Heaven    | 107 | -    | Original London cast recording of Closer to Heaven       |
| 2005 | Battleship Potemkin | 97  | -    | Pet Shop Boys-composed soundtrack to Battleship Potemkin |

## Kislemezek
| Év   | 7"/CD single | UK kislemez lista | AUS | Canada | DE | U.S. Hot 100 | U.S. Dance | Album                           |
| ---- | --- | ----------------- | --- | ------ | -- | ------------ | ---------- | ------------------------------- |
| 1984 | "West End Girls" (first release)                                                                                                | 121               | -   | 81     | -  | -            | -          | Non-album single                |
| 1984 | "One more Chance" | -                 | -   |        | -  | -            | -          | Non-album single                |
| 1985 | "Opportunities (Let's make lots of money)" (first release)                                                                      | 116               | -   | -      | -  | -            | -          | Non-album single                |
| 1985 | "West End Girls" (second release) (BPI Sales Certification: Gold)                                                               | 1                 | 5   | 1      | 2  | 1            | 1          | Please                          |
| 1986 | "Love comes quickly" | 19                | 54  | 74     | 17 | 62           | 10         | Please                          |
| 1986 | "Opportunities (Let's make lots of money)" (second release)                                                                     | 11                | 63  | 22     | 25 | 10           | 3          | Please                          |
| 1986 | "Suburbia" | 8                 | -   | -      | 2  | 70           | 46         | Please                          |
| 1986 | "Paninaro" (Italy only release)                                                                                                 | -                 | -   | -      | -  | -            | -          | Disco                           |
| 1987 | "It's a Sin" | 1                 | 10  | 8      | 1  | 9            | 3          | Actually                        |
| 1987 | "What Have I Done to Deserve This?" (with Dusty Springfield)                                                                    | 2                 | 22  | 3      | 4  | 2            | 1          | Actually                        |
| 1987 | "Rent" | 8                 | 81  | -      | 10 | -            | -          | Actually                        |
| 1987 | "Always on my mind" (BPI Sales Certification: Gold)                                                                             | 1                 | 10  | 1      | 1  | 4            | 8          | Introspective                   |
| 1988 | "Heart" | 1                 | 18  | -      | 1  | -            | -          | Actually                        |
| 1988 | "Domino dancing" | 7                 | 36  | -      | 4  | 18           | 5          | Introspective                   |
| 1988 | "Left to my own devices" | 4                 | 48  | -      | 9  | 84           | 8          | Introspective                   |
| 1989 | "It's alright" | 5                 | 65  | -      | 3  | -            | -          | Introspective                   |
| 1990 | "So Hard" | 4                 | 27  | 76     | 3  | 62           | 4          | Behaviour                       |
| 1990 | "Being boring" | 20                | 82  | 90     | 13 | -            | -          | Behaviour                       |
| 1991 | "How can you expect to be taken seriously?"                                                                                     | -                 | -   | -      | -  | 93           | 19         | Behaviour                       |
| 1991 | "Where the streets have no name (I can't take my eyes off of you)" /"How can you expect to be taken seriously?" (double A-side) | 4                 | 9   | -      | 7  | -            | -          | Discography/Behaviour           |
| 1991 | "Where the streets have no name (I can't take my eyes off of you)"                                                              | -                 | -   | -      | -  | 72           | 4          | Discography                     |
| 1991 | "Jealousy" | 12                | -   | -      | 20 | -            | -          | Behaviour                       |
| 1991 | "DJ culture" | 13                | -   | -      | 19 | -            | -          | Discography                     |
| 1991 | "Dj culturemix" | 40                | -   | -      | -  | -            | -          | -                               |
| 1991 | "Was it worth it?" | 24                | -   | -      | 19 | -            | -          | Discography                     |
| 1993 | "Can You Forgive Her?" | 7                 | 17  | 37     | 17 | 109          | 1          | Very                            |
| 1993 | "Go West" | 2                 | 10  | 19     | 1  | 106          | 1          | Very                            |
| 1993 | "I wouldn't normally do this kind of thing"                                                                                     | 13                | 34  | 61     | 37 | -            | 2          | Very                            |
| 1994 | "Liberation" | 14                | 63  | -      | 51 | -            | -          | Very                            |
| 1994 | "Absolutely Fabulous" (released for Comic Relief 1994)                                                                          | 6                 | 2   | -      | -  | -            | 7          | Non-album single                |
| 1994 | "Yesterday, when I was mad" | 13                | 13  | -      | 72 | -            | 4          | Very                            |
| 1995 | "Paninaro '95" | 15                | 30  | -      | 39 | -            | 4          | Alternative                     |
| 1996 | "Hello Spaceboy (Remix)" (David Bowie with Pet Shop Boys)                                                                       | 12                | -   | -      | 59 | -            |            | Outside (Dawid Bowie album)     |
| 1996 | "Before" | 7                 | 25  | 79     | 45 | 107          | 1          | Bilingual                       |
| 1996 | "Se a vida é (That's the way life is)"                                                                                          | 8                 | 11  | -      | 18 | -            | -          | Bilingual                       |
| 1996 | "Single-Bilingual" | 14                | -   | -      | 77 | -            | -          | Bilingual                       |
| 1997 | "A red letter day" | 9                 | 57  | -      | 55 | -            | -          | Bilingual                       |
| 1997 | "To step aside" (US only single)                                                                                                | -                 | -   | -      | -  | -            | 1          | Bilingual                       |
| 1997 | "Somewhere" | 9                 | 56  | -      | -  | 125          | 19         | Bilingual Special Edition       |
| 1997 | "A Red Letter Day" (US only single)                                                                                             | -                 | -   | -      | -  | -            | -          | Bilingual                       |
| 1999 | "I don't know what you want but I can't give it any more"                                                                       | 15                | 67  | -      | 23 | (66)         | 2          | Nightlife                       |
| 1999 | "New York City boy" | 14                | -   | 16     | -  | (53)         | 1          | Nightlife                       |
| 2000 | "You only tell me you love me when you're drunk"                                                                                | 8                 | -   | -      | 29 | -            | -          | Nightlife                       |
| 2000 | "I don't know what you want but I can't give it any more" (Peter Rauhofer Radio Edit) (US only single)                          | -                 | -   | -      | -  | -            | -          | Nightlife                       |
| 2001 | "Break 4 Love" (USA only, released as "Peter Rauhofer + Pet Shop Boys = The Collaboration")                                     | -                 | -   | -      | -  | (51)         | 1          | -                               |
| 2002 | "Home and dry" | 14                | -   | -      | 12 | -            | 44         | Release                         |
| 2002 | "Sexy Northerner" (U.S. club promo only)                                                                                        | -                 | -   | -      | -  | -            | 15         | Release                         |
| 2002 | "I get along" | 18                | -   | -      | 31 | -            | -          | Release                         |
| 2003 | "London" (Germany only release)                                                                                                 | 118               | -   | -      | 39 | -            | -          | Release                         |
| 2003 | "Miracles" | 10                | 76  | -      | 20 | -            | -          | PopArt                          |
| 2004 | "Flamboyant" | 12                | -   | -      | 43 | -            | -          | PopArt                          |
| 2006 | "I'm with Stupid" | 8                 | 23  | 4      | 29 | -            | 7          | Fundamental                     |
| 2006 | "Minimal" | 19                | -   | -      | 63 | -            | 3          | Fundamental                     |
| 2006 | "Numb" | 23                | -   | -      | 72 | -            | -          | Fundamental                     |
| 2007 | "She’s Madonna" (Robbie Williams with Pet Shop Boys)                                                                            | 16                | -   | -      | 4  | -            | 12         | Rudebox (Robbie Williams album) |
| 2007 | "Integral" (download-only single)                                                                                               | 197               | -   | -      | -  | -            | -          | Fundamental/Disco 4             |
| 2009 | "Love etc." | 14                | 33  | -      | 12 | 121          | 1          | Yes                             |
| 2009 | "Did You see Me coming?" | 21                | -   | -      | 49 | -            | 1          | Yes                             |
| 2009 | "Beautiful People" | -                 | -   | -      | 65 | -            | -          | Yes                             |
| 2010 | "Love Life" | -                 | -   | -      | -  | -            | -          | Non-album single                |
| 2010 | "Together" | 58                | -   | -      | 60 | -            | -          | Ultimate                        |

## Videók
| Év   | Cím                            | Részletek                                                                                                | Formátum(ok)    |
| ---- | ------------------------------ | --- | --------------- |
| 1986 | Television                     | Az 1985-1986 közötti videóklipek gyűjteménye                                                             | VHS/Beta/LD     |
| 1987 | I Like It Here, Wherever It Is | 1987-es videóklipek gyűjteménye – csak japánban jelent meg                                               | LD              |
| 1988 | Showbusiness                   | 1987-1988 közötti videóklipek gyűjteménye                                                                | VHS             |
| 1989 | It Couldn't Happen Here        | Az 1987-es "It couldn't happen here" film                                                                |                 |
| 1989 | Pet Shop Boys – Der Film       | Az "It couldn't happen here" film német nyelvű kiadása                                                   | VHS/LD          |
| 1990 | Highlights                     | Az 1989-es turnéfilm rövidített változata                                                                | VHS/LD          |
| 1991 | Promotion                      | 1988-1991 közötti videóklipek gyűjteménye                                                                | VHS/LD          |
| 1991 | Videography                    | 1985-1991 közötti videóklipek gyűjteménye                                                                | VHS/LD/VideoCD  |
| 1992 | Performance                    | Az 1991 Performance turné felvétele                                                                      | VHS/LD          |
| 1993 | Projections                    | Film projections used during tours; directed by Derek Jarman                                             | VHS             |
| 1995 | Various                        | 1993-1994 közötti videóklipek gyűjteménye                                                                | VHS/LD          |
| 1995 | Discovery                      | Az 1994-es Discovery turné felvétele                                                                     | VHS/LD          |
| 1997 | Somewhere                      | Az 1997-es Somewhere koncertek válogatott felvétele                                                      | DVD/VHS/VideoCD |
| 2001 | Montage                        | Az 1999-es Nightlife turné felvétele                                                                     | DVD/VHS         |
| 2003 | PopArt: The Hits               | 1985-2002 közötti videóklipek gyűjteménye                                                                | DVD             |
| 2004 | Performance                    | Az 1991 Performance turné felvétele                                                                      | DVD             |
| 2006 | A Life In Pop                  | (Az eredetileg a Channel 4) TV adón sugárzott)Dokumentumfilm és videóklipek a 2003-2006 közti időszakból | DVD             |
| 2007 | Cubism                         | A Fundamental turné 2006. november 14.-i mexikói felvétele                                               | DVD             |

## Bibliográfia (angol nyelvű kiadványok)
- Pet Shop Boys, annually (1988), írta: Chris Heath

(61 oldal; Az első a tervezett, de később nem folytatott évkönyvekből. Ez a 
"hivatalos 1989-es évkönyv".)
- Pet Shop Boys Special (1988) kiadó: Grand Dreams

(63 oldal; nem hivatalos kiadású évkönyv]
- Pet Shop Boys: Introspective (1989), írta: Michael Cowton (nem engedélyezett kiadás)
- Pet Shop Boys, Literally (1990), írta: Chris Heath

(340 oldal; Az 1989-es turné története képekkel)
- Pet Shop Boys versus America (1993), írta: Chris Heath

(250 oldal; Az 1991-es USA turné története képekkel)
- Catalogue (2006), szerzők: Philip Hoare & Chris Heath

(336 oldal; a Pet Shop Boys lemezborítók és dizájn bemutatása sok képpel)

### Egyéb nyelveken
- Pet Shop Boys (1996) írta: Jordi Bianciatto

(48 oldal + poszter; "IDELOS DEL POP" sorozat) – spanyol nyelvű
- Pet Shop Boys de A á Z (2003) írta: Vincent Laufer

(130 oldal; A Pet Shop Boys-ról általában) – francia nyelvű
- Catalogue (2006) fordította: Thorsten Wortmann

adatok mint fent – német nyelvű

## Más előadóknak készített dalok és remixek
- 1988 I'm not Scared by Eighth Wonder
- 1989 Nothing Has Been Proved by Dusty Springfield
- 1989 In Private by Dusty Springfield
- 1989 Losing My Mind by Liza Minnelli
- 1989 Don't Drop Bombs by Liza Minnelli
- 1994 Girls & Boys (Pet Shop Boys 7" & 12" Remix) by Blur
- 2000 Jerusalem by Fat Les 2000
- 2000 Mope by Bloodhound Gang
- 2003 Hooked on Radiation (Orange Alert Mix) by Atomizer
- 2003 Walking on Thin Ice by Ono
- 2004 Mein Teil (You Are What You Eat Mix/You Are What You Eat Instrumental Mix/There Are No Guitars on This Mix) by Rammstein
- 2006 Sorry by Madonna
- 2007 Read My Mind (Pet Shop Boys Stars are Blazing Mix) by The Killers
- 2009 Eh Eh (Nothing Else I Can Say (Pet Shop Boys Radio Edit & Extended Remix) by Lady Gaga